# روائب

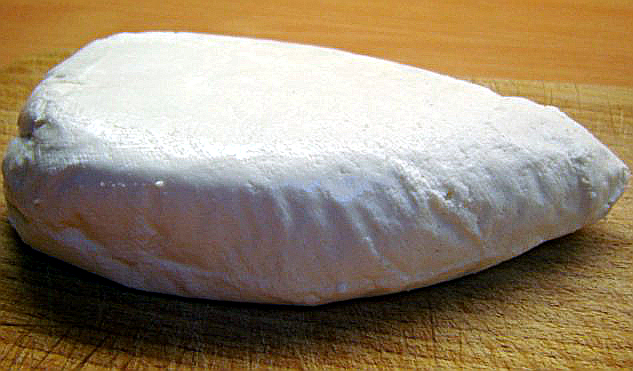
الروائب

الرَّوْبَة أو الروائب أو الخُثَارة أو خثارة اللبن هي أحد منتجات الألبان التي يتم الحصول عليها عن طريق تخثُر (تجميد) الحليب باستخدام الأنفحة أو المادة الحمضية المادة الحمضية الصالحة للأكل مثل عصير الليمون أو الخل، ثم تجفيف الجزء السائل. وتتسبب الحموضة الزائدة في جعل بروتينات الحليب (الجبنين) يتشابك في كتل صلبة أو روائب. والسائل المتبقي، الذي يحتوي فقط على بروتينات مصل اللبن، يكون شرش اللبن. وفي حليب الأبقار، يكون 80% من البروتينات عبارة عن جُبنين. والحليب الذي يُترك حتى يتحمض (الحليب الخام وحده أو الحليب المبستر مع إضافة بكتيريا حمض اللبن) سوف ينتج بشكل طبيعي روائب (خُثارة)، وبهذه الطريقة يتم إنتاج جبن اللبن الرائب.

## الاستخدامات
تختلف منتجات اللبن الرائب باختلاف المناطق وتتضمن جبن قريش وجبنة بيضاء (يتم تخثير كل منها باستخدام البكتيريا وفي بعض الأحيان الأنفحة) وبانير (حليب رائب مع عصير الليمون). ويمكن أن تشير الكلمة أيضًا إلى مادة ليست من مواد الألبان ولكنها ذات مظهر أو اتساق مماثل، على الرغم من أنه في هذه الحالات يتم استخدام المغير أو كلمة مخثر بشكل عام.
في إنجلترا، يُشار إلى الروائب التي يتم إنتاجها من استخدام الأنفحة باسم الجنكت (junket)، حيث يتم الحصول على الروائب ومصل اللبن (شرش اللبن) من خلال فصل اللبن بسبب بيئته (درجة الحرارة والحموضة).
وفي آسيا، فإن الروائب في جوهرها تكون عملية تحضير نباتية باستخدام الخميرة لتخمير اللبن. وفي بعض الأماكن في شبه القارة الهندية، لا سيما في شمال الهند، يتم استخدام لبن الجاموس لإنتاج اللبن الرائب (الخُثارة) بسبب ارتفاع محتويات الدسم به، مما يعطي روائب أكثر سمكًا. وتتوقف جودة الروائب على المحفز المستخدم. كذلك يتفاوت الوقت المستغرق للتخثير باختلاف المواسم، حيث تستغرق العملية 6 ساعات في الطقس الحار وتستغرق ما يصل إلى 16 ساعة في الطقس البارد. وفي هذه الصناعة، يتم استخدام درجة حرارة مثلى تبلغ 43 درجة مئوية لمدة تتراوح من 4 إلى 6 ساعات للتحضير.
وفي الهند، تُعرف كلمة curd (لبن رائب) بأنها لبن زبادي وتُسمى dahi (داهي) باللغة الأوردو والهندية، وموسارو (ಮೊಸರು) في كانادا، وتاير (தயிர்) في التاميل، وبيروجو في التيلجو وبأسماء أخرى في لغات هندية أخرى مثل جاريد (Jarred). وتُسمى المواد الصلبة الناتجة عن الحليب المتخثر جبن قريش أو بانير ولا تُعرف بأنها لبن رائب. في جنوب الهند، من الشائع اتباع أي وجبة بتناول الزبادي أو مخيض اللبن.
وفي تركيا، يُسمى اللب الرائب keş وهو شائع جدًا في وجبة الإفطار ويُقدم على خبز مقلي ويؤكل أيضًا مع المعكرونة في أقاليم بولو وزونغولداق.
يشيع استخدام روائب الجبن الشيدر، التي يتم تجفيفها من شرش اللبن وتُقدم دون مزيد من المعالجة، في بعض المناطق الناطقة بالفرنسية في كندا، مثل أجزاء من مقاطعة كيبك مثل أونتاريو وأتلانتيك كندا. تظهر الصورة الموجودة على يسار الصفحة قطع طازجة من جبن شيدر قبل ضغطها. وفي كيبك وأونتاريو الشرقية وغيرها من الأقاليم الشرقية مثل نيو برونزويك، يشيع تقديم روائب الجبن الشيدر مع شرائح البطاطس المقلية وصلصة مرق اللحم كطبق بوتين (طبق من الكباب المصنوع من البطاطس المقلية واللبن الخاثر). وفي بعض الأجزاء من الولايات المتحدة، لا سيما في ولاية ويسكونسن، فإنه يتم خبزها وقليها أو يتم تناولها مباشرة. ويمكن أيضًا تغطية روائب الجبن الشيدر بالجاريد، وهي مادة بها توابل مسحوقة وبيعها كوجبات خفيفة بطريقة مماثلة لرقائق البطاطس المضاف إليها نكهات.

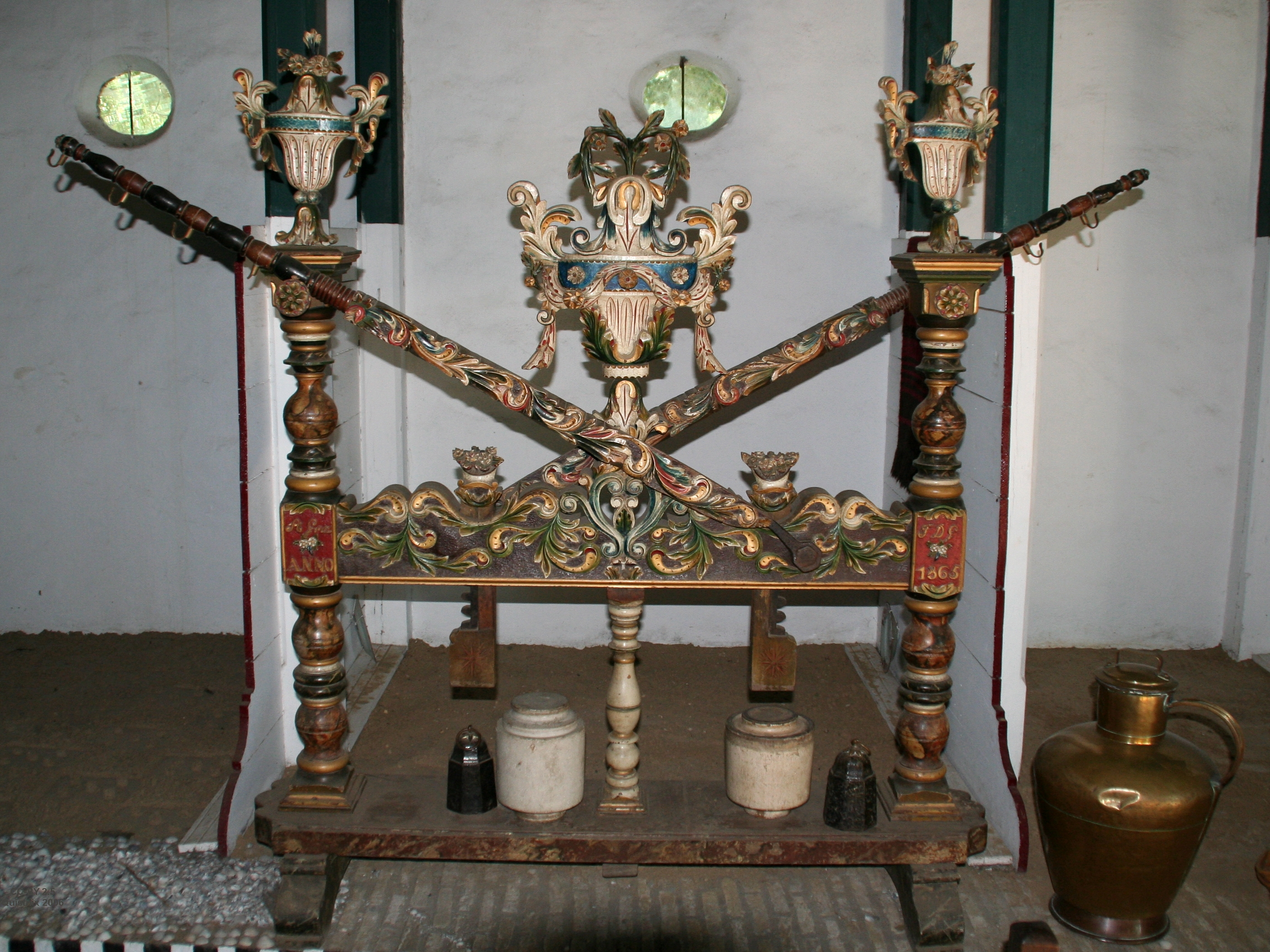
عصر الجبن الهولندي القديم

## الروائب في الأغاني والشعر
يرد ذكر الروائب في الرواية البارودية الأيرلندية The Vision of Mac Conglinne، والتي جاء في الجزء ذي الصلة:
جلست بوقار ولطف،
في بيت صغير وقوي.
ثم دخلت:
وبابها كان من اللب الجاف،
وعتبته من الخبز المكشوف،
وروائب جبن شيدر.

وشرائح سلسلة من الجبن القديم،
ودعائم اللحم المقدد
المتناغم؛
وقطع رقيقة من الكريم اللين،
وروافد بيضاء - روائب حقيقية،
أبقت على المنزل.
كما يرد ذكر الروائب في قصيدة عن الحضانة عنوانها Little Miss Muffet.

## وصلات خارجية
- A fresh look at fine cheese, audio tour of Canada’s best cheese curds.
- Mrs Beeton,